# Bagarius yarrelli
Bagarius yarrelli, česky též Sisora Yarrellova, přezdívaná také ďáblův sumec je velká sladkovodní ryba žijící v řekách jižní a jihovýchodní Asie. Je vzdáleně podobná sumci, má protáhlé tělo s plochou hlavou, ústa jsou spodní, v jejich okolí má čtyři páry vousů. Ocasní ploutev je hluboce vykrojená, s horním lalokem protáhlým do dlouhého tenkého výběžku. Průměrně dorůstá délky 2 m. Je zbarvená zelenavě, olivově zeleně, tříslově nebo hnědě, na těle má tři příčné tmavě pigmentované pruhy, ocasní ploutev je žlutošedá. Na prsních a břišních ploutvích jsou černé puntíky, řitní ploutev na sobě má široký černý pruh.
Žije v říčních tůních s kamenitým dnem, i v rychle tekoucí vodě a v peřejích. Vyskytuje se v řece Ganze a jejích přítocích, v řece Menam-Čao-Praja a Mekongu, pravděpodobně také v řece Pattani v Thajsku.
Je dravá, živí se rybami, obojživelníky i korýši, údajně požírá i kusy lidských těl, jež v rámci pohřebních tradic vhazují Indové do řeky. V Indii je opředený mnoha mýty a legendami, podle nichž byly zaznamenány i útoky na lidi. O způsobu života či rozmnožování sisory není příliš známo.